# Jorge L. Tamayo (västra Uxpanapa)
Jorge L. Tamayo är en ort i Mexiko.   Den ligger i kommunen Uxpanapa och delstaten Veracruz, i den sydöstra delen av landet, 500 km sydost om huvudstaden Mexico City. Jorge L. Tamayo ligger 95 meter över havet och antalet invånare är 578.
Terrängen runt Jorge L. Tamayo är platt åt nordväst, men åt sydost är den kuperad.  Trakten runt Jorge L. Tamayo är nära nog obefolkad, med mindre än två invånare per kvadratkilometer. Närmaste större samhälle är Poblado Cinco, 11,0 km öster om Jorge L. Tamayo. I omgivningarna runt Jorge L. Tamayo växer i huvudsak städsegrön lövskog.